# العلاج بالإيمان
العلاج بالإيمان أو الشفاء بالإيمان هو ممارسة الصلاة والإيماءات (مثل وضع الأيدي) التي يعتقد البعض أنها تثير التدخل الإلهي في الشفاء الروحي والجسدي، وخاصة الممارسة المسيحية. يؤكد المؤمنون أن الشفاء من المرض والإعاقة يمكن أن يحدث عن طريق الإيمان الديني من خلال الصلاة أو الطقوس الأخرى التي، وفقًا لأتباعه، يمكن أن تحفز الوجود والقوة الإلهية. لا يعتمد الاعتقاد الديني بالتدخل الإلهي على أدلة تجريبية بسبب أن العلاج بالإيمان لا يحقق نتيجة قائمة على الأدلة.
الادعاءات بأن «عدد لا يحصى من التقنيات» مثل الصلاة والتدخل الإلهي يمكن أن تشفي المرض، كانت شعبية على مر التاريخ. كانت هناك ادعاءات بأن الإيمان يمكن أن يشفي من العمى والصمم والسرطان والإيدز واضطرابات النمو وفقر الدم والتهاب المفاصل والكلام المعيب والتصلب المتعدد والطفح الجلدي وشلل الجسم الكلي والإصابات المختلفة. تُرجع عمليات الاسترداد إلى العديد من التقنيات التي تُصنف عادةً على أنها العلاج بالإيمان. يمكن أن تنطوي على صلاة، أو زيارة ضريح ديني، أو مجرد إيمان قوي بالكائن الأعلى.